# 53029 Wodetzky
Az 53029 Wodetzky (ideiglenes jelöléssel 1998 WY6) kisbolygó amely a kisbolygóövben kering. 1998. november 22-én fedezte fel Sárneczky Krisztián és Kiss László a Piszkéstetői Csillagvizsgálóban. A kisbolygó a nevét Wodetzky József magyar csillagászról kapta, aki 1934 és 1943 között volt Csillagászati Tanszék vezetője a Pázmány Péter Tudományegyetemen és kutatásait a klasszikus csillagászat területén végezte (többtest probléma, a Hold mozgása).